# Albert Stecken
Albert Stecken (* 24. Januar 1915 in Münster; † 24. August 2011 in Bonn) war ein deutscher Offizier der Flakartillerie im Zweiten Weltkrieg, Generalmajor der Bundeswehr und Bundestrainer der Dressurreiter.

## Vorkriegszeit und Einsatz bei der Legion Condor
Beförderungen
- 5. Oktober 1934 Fahnenjunker der Landespolizei
- 1. April 1935 Fahnenjunker-Truppenwachtweister
- 1. Juni 1935 Fahnenjunker-Oberwachtmeister
- 1. August 1935 Fahnenjunker-Unteroffizier der Luftwaffe
- 1. April 1936 Oberfähnrich
- 1. August 1936 Leutnant
- 1. März 1939 Oberleutnant
- 1. November 1941 Hauptmann
- 1. Juli 1943 Major
- 1. Januar 1957 Oberstleutnant
- 20. Juli 1961 Oberst
- 19. August 1964 Brigadegeneral
- 1. Oktober 1969 Generalmajor

Stecken trat am 5. Oktober 1934 unter gleichzeitiger Ernennung zum Fahnenjunker der Landespolizei in Duisburg-Hamborn bei, wo er mit Wirkung zum 1. April 1935 zum Truppenwachtweister befördert wurde. Wenige Monate später, brach er jedoch seine Polizeikarriere ab und wechselte am 1. Juli 1935 zur Luftwaffe, wo er zugleich einen Lehrgang an der Luftkriegsschule in Eiche aufnahm. Anschließend wechselte Stecken an die Artillerieschule in Wustrow, um dort den Lehrgang für künftige Artillerieoffiziere zu absolvieren. Nach dessen Beendigung, wurde Stecken am 1. Oktober 1936 der I. Abteilung des Flak-Regiments 8 zugeteilt. Mit Wirkung vom 4. April 1938, inzwischen der Flak-Abteilung (mot) 88 zugeteilt, nahm Stecken im Zuge der Legion Condor am Spanischen Bürgerkrieg teil. Hier war er im Rahmen der Flak-Abteilung an der Ebro-Offensive, an der ersten und zweiten Mittelmeeroffensive, an den anschließenden Ebroabwehrkämpfen sowie an der Katalonienoffensive beteiligt. Im Januar 1939 kehrte er nach Deutschland zurück und wurde dort der I. Abteilung des Flak-Regiments 32 in Berlin-Heiligensee zugewiesen.

## Zweiter Weltkrieg
Als Flakschutzoffizier in der Reichshauptstadt und Hamburg vom 26. August 1939 bis 10. März 1940 eingesetzt, erlebte Stecken den Überfall auf Polen und den anschließenden Westfeldzug in der Heimat. Im Zuge der Besetzung Norwegens, war er vom 9. April bis 10. Juni 1940 an der Schlacht um Narvik beteiligt. Wieder zurück in Deutschland, wurde Stecken ab dem 19. September 1940 der Flak-Lehr- und Versuchsabteilung zugeteilt und besuchte während seiner dortigen Dienstzeit die Flak-Artillerieschule I in Rerik. Im Anschluss daran, nahm er ab dem 1. Dezember 1941 einen Kriegslehrgang an der Luftkriegsakademie in Berlin-Gatow auf. Nach dessen Abschluss, wurde Stecken in den Stab des Luftgau-Kommando II in Posen berufen, wo er am 1. Oktober 1942 zur Dienstleistung in den Generalstab der Luftwaffe abkommandiert wurde. Nach relativ kurzer Zeit wurde er dort ab dem 2. November 1942 Sachbearbeiter im Stab II des Luftwaffen-Feld-Korps. Am 1. Juli 1943 folgte seine Übernahme in den Generalstab der Luftwaffe. Hier wurde Stecken der 23. Flak-Division zugeteilt, die im rückwärtigen Frontgebiet der Luftflotte 6 an der Ostfront die dortigen Flakverbände operativ leitete. Sein Einsatz dort währte bis Oktober 1944 am Weichselbogen sowie im Großraum Warschau.
Anschließend erfolgte Steckens Abkommandierung zur neu aufgestellten Division z. b. V. 606, eine Alarmeinheit in den Niederlanden an der Westfront. Diese bestand vorwiegend aus zusammengewürfelten Personal der Luftwaffe, des Heeres und des Volkssturmes. In ihren Reihen war auch eine gemischte Artillerie-Abteilung integriert. Sein Einsatz währte jedoch nur kurz und am 11. Januar 1945 wurde Stecken beim Chef der Technischen Luftwaffen-Rüstung zur Verfügung gehalten. Wenige Tage später, am 15. Januar 1945 wurde Stecken jedoch der 8. Fallschirmjäger-Division zugeteilt, deren Aufstellung für Februar 1945 vorgesehen war. Mit ihr war Stecken in die Abwehrkämpfe am Brückenkopf Wesel verwickelt. In weitere Rückzugsgefechte verwickelt, musste sich diese bis Ende März 1945 in den Raum Bremen zurückziehen. Hier zeichnete sich Stecken besonders aus, als er aus eigenem Entschluss in der Nacht des 25. auf den 26. März 1945 zusammen mit der 15. Panzergrenadier-Division und eiligst zusammengerufenen versprengten Einheiten unter schweren Artilleriefeuer im Abschnitt Empel-Millingen eine Frontlücke in der Hauptkampflinie schließen und somit wieder eine zusammenhängende Front wiederherstellen konnte. Für seine Kampftat sowie für persönliche Tapferkeit vor dem Feind, erhielt Stecken am 28. April 1945 das Ritterkreuz des Eisernen Kreuzes. Die 8. Fallschirmjäger-Division lag im April 1945 im Raum Menslage-Cloppenburg, wo sie zum größten Teil durch britische Einheiten zerschlagen wurde. Die Reste zogen sich noch bis Lauenburg an der Elbe zurück, wo die Division 5. Mai 1945 kapitulierte. Am 10. Juli 1946 wurde Stecken aus der britischen Kriegsgefangenschaft entlassen.

## Nachkriegsjahre und Bundeswehrkarriere
Nach dem Krieg nahm Stecken ein Jurastudium auf, welches er 1954 erfolgreich beendete. Anschließend war er als Staatsanwalt in Essen tätig. 1956 trat Stecken der Bundeswehr bei und war dort zunächst in verschiedenen Kommando- und Stabsstellen eingesetzt. Später arbeitete er für die Abteilung Abwehr im Bundesministerium für Verteidigung. Während dieser Zeit hatte er entscheidenden Anteil am Aufbau des Bundesleistungszentrums (BLZ) Reiten in Warendorf. 1964 zum Brigadegeneral ernannt, wurde er in dieser Funktion Leiter der militärischen Personalabteilung. Vom 1. Oktober 1969 bis 31. März 1971 war er anschließend Kommandeur der 4. Luftwaffendivision. Am 1. April 1971 wurde er in den Ruhestand verabschiedet.

## Nachkriegsjahre und Reitsport
Er war  von 1969 bis 1974 Vorsitzender und bis 1980 Mitglied des Dressurausschusses des Deutschen Olympiade-Komitees für Reiterei (DOKR). Anschließend widmete er sich wieder verstärkt dem Reitsport und war von 1971 bis 1974 als Bundestrainer für Dressur tätig. Zahlreiche Spitzenreiter – unter anderem die beiden inzwischen verstorbenen Olympioniken Reiner Klimke und August Lütke-Westhues, und die Olympiasieger Gabriela Grillo(Mülheim) und Heike Kemmer (Winsen) – wurden als Reiter entscheidend von Albert Stecken geprägt. Für seine zahlreichen Verdienste um den Reitsport wurde Albert Stecken 1982 von der Deutschen Reiterlichen Vereinigung (FN) mit dem Deutschen Reiterkreuz in Gold ausgezeichnet. In der Familie Stecken finden sich mehrere Ausbilder im Reitsport. Der Vater Heinrich Stecken war Leiter der Westfälischen Reit- und Fahrschule, ebenso wie sein Bruder Paul Stecken. Sein älterer Bruder Fritz Stecken war unter anderem als Ausbilder an der Kavallerieschule Potsdam tätig. Große Turniererfolge hatte Albert Stecken schon vor Beginn des Zweiten Weltkrieges erzielt.

## Auszeichnungen
- Eisernes Kreuz 1939 II. und I. Klasse am 24. April bzw. 28. Juni 1940
- Dienstauszeichnung der Wehrmacht IV. Klasse am 14. Februar 1939
- Medalla de la Campaña am 4. Mai 1939
- Spanisches Kriegskreuz am 4. Mai 1939
- Spanienkreuz in Gold mit Schwertern am 6. Juni 1939
- Flakkampfabzeichen
- Narvikschild in Gold am 30. Januar 1941
- Ritterkreuz des Eisernen Kreuzes am 28. April 1945
- Großes Bundesverdienstkreuz 1971
- Deutsches Reiterkreuz in Gold 1982